# Sophie Guillemin
Pour les articles homonymes, voir Guillemin.
Sophie Guillemin est une actrice française, née le 1er décembre 1977 dans le 15e arrondissement de Paris.
Elle est nommée par deux fois pour le César du meilleur espoir féminin, en 1999 et en 2001.

## Biographie
Sophie Guillemin est née en décembre 1977 à Paris,.
Après son bac, pour se faire de l'argent de poche, elle postule pour faire de la figuration dans le cinéma. Elle se présente au casting de L'Ennui, projet pour lequel Cédric Kahn cherche depuis deux ans le personnage principal féminin du film, adaptation de La noia d'Alberto Moravia. Elle est retenue pour le rôle. Le rôle lui vaut une nomination aux Césars en 1999, dans la catégorie meilleur espoir féminin.
Gérard Lefort, journaliste à Libération, écrit à ce propos : « Arrivée par hasard pour un essai vidéo sur le casting de L'Ennui, Sophie Guillemin s'est imposée en jouant sur son “corps de Vénus et son âme d'antiquité grecque”. »
Très vite, elle enchaîne les films ; des comédies : On fait comme on a dit avec Gad Elmaleh, Ça ira mieux demain de Jeanne Labrune avec Nathalie Baye ; des drames sociaux : Du côté des filles avec Clémentine Célarié, et des thrillers : À la folie... pas du tout, où elle interprète la meilleure amie d'Audrey Tautou. En 2000, dans Harry un ami qui vous veut du bien de Dominik Moll, elle incarne la petite amie sensuelle de Sergi López, rôle pour lequel elle sera à nouveau nommée pour le César du meilleur espoir féminin en 2001.
Lassée des rôles que les réalisateurs lui proposent, Sophie Guillemin décide de refuser les scènes de nu à l'écran.
Elle se convertit à l'Islam à 22 ans et porte le voile dans le cadre de son « cheminement spirituel ». Elle déclare par la suite : « Le fait que je me mette à porter le foulard a provoqué des réactions violentes autour de moi, surtout dans le milieu du cinéma. Il y a eu des tas de ragots. On a dit que c'était le père de ma fille qui m'empêchait de travailler, ou que j'étais partie vivre en Arabie saoudite, que j'allais aux castings en foulard, etc. Dans la rue, le regard des gens était très dur. »
En 2002, elle arrête le cinéma. En 2004, son premier enfant naît. Sur cette période, elle indique : « Pendant cinq années, je n'ai rien fait, à part élever ma fille. » Elle cesse finalement en 2005 de porter le voile : « Je me sentais enfermée, je ne sentais plus le soleil, le vent. J'ai préféré l'enlever pour ne pas égratigner ma foi, la garder intacte. » Elle retrouve doucement le « désir de jouer », et reprend fin 2006 le chemin des plateaux de cinéma.

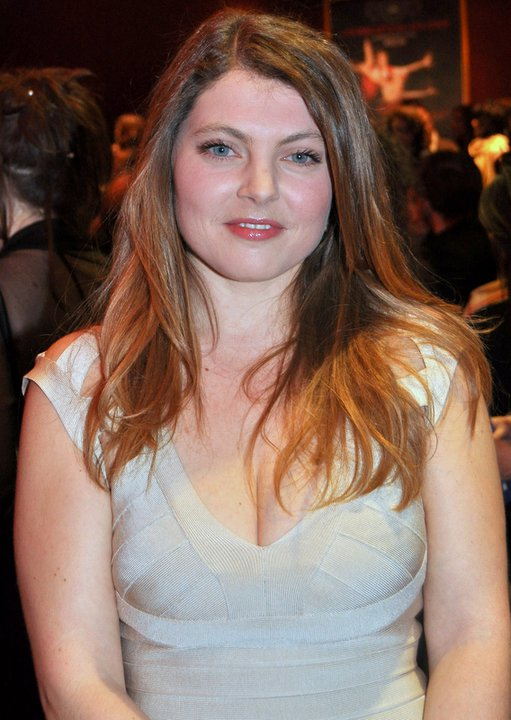
À la cérémonie des Étoiles d'or du cinéma français en 2011.

En 2008, elle joue dans plusieurs films, dont Commis d'office, sorti en 2009 avec Roschdy Zem, Gamines avec Sylvie Testud et Un chat un chat avec Chiara Mastroianni. Les années suivantes, elle joue régulièrement, par exemple le rôle de Christelle dans Petite Fille de Laetitia Masson ou celui de l'étonnante petite amie de Gérard Depardieu dans le film de Jean Becker, La Tête en friche.

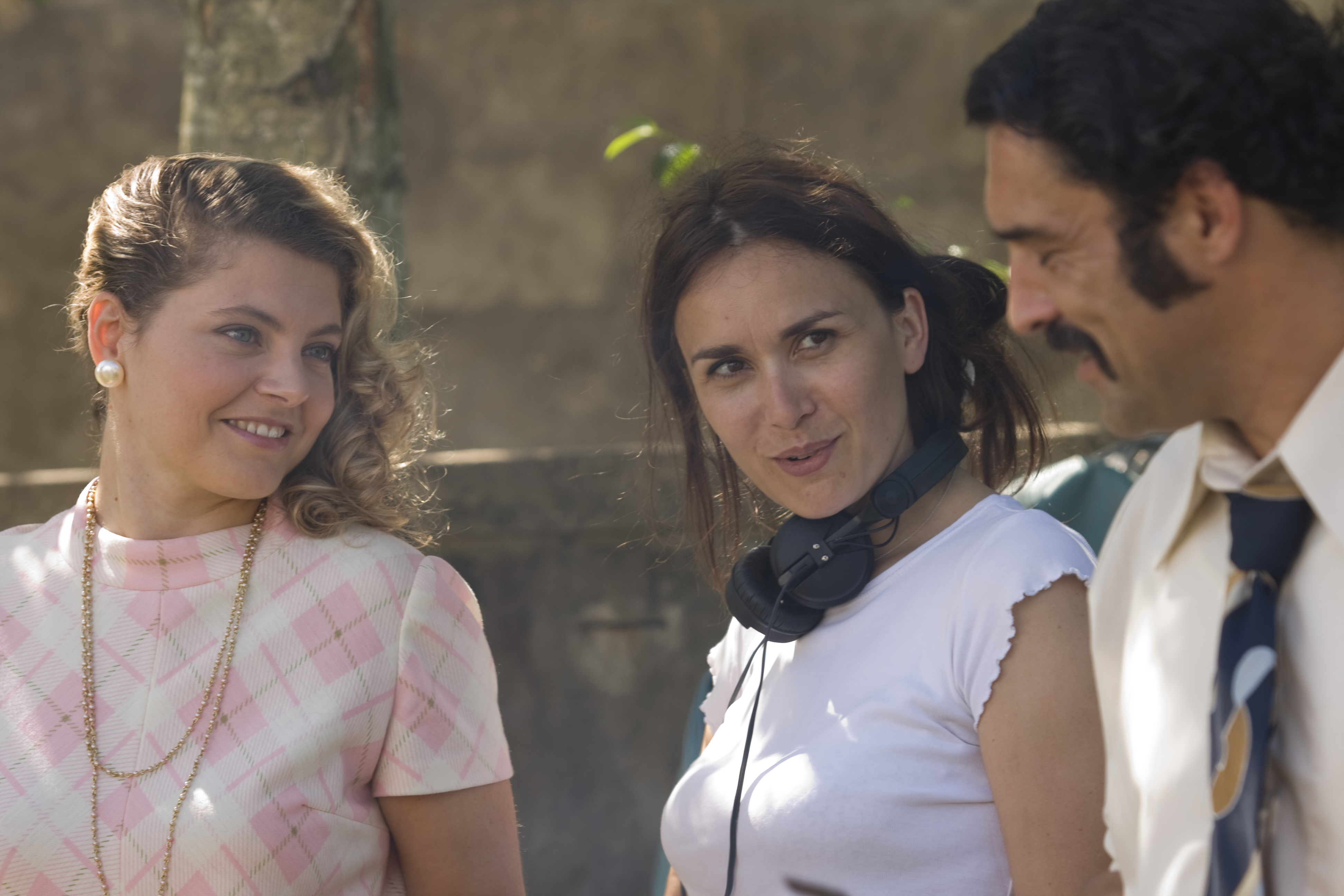
Sophie Guillemin (à gauche) sur le tournage du film Gamines, aux côtés de la réalisatrice Éléonore Faucher et de l'acteur Jean-Pierre Martins.

En 2011, elle passe de l'autre côté de la caméra et réalise son premier court métrage, qu'elle écrit et produit elle-même, L'Essentiel féminin avec Gabrielle Lazure, Shamsy Sharlezya, Cédric Ido et Marie Denarnaud. C'est une comédie burlesque où un jeune homme enchaîne les mésaventures sentimentales désastreuses jusqu'à ce qu'il croise le regard d'une femme « mûre » et comprenne que l'essentiel n'est pas dans l'apparence, mais dans la beauté intérieure.
Elle joue également au théâtre dans Les Monologues du vagin, mis en scène par Isabelle Rattier avec Geneviève Casile et Maïmouma Gueye au Théâtre Michel.
Elle donne naissance à son deuxième enfant en 2013.
Elle s'essaie au film expérimental avec Philippe Grandrieux dans Malgré la nuit (2014), aux côtés d'Ariane Labed et de Paul Hamy, puis en collaboration avec Pascal Luneau, coach des stars, dans le film 304, le casting (2015), aux côtés de Jérémy Frérot.
En 2016, elle réalise son second court métrage, Heurts, avec Pascale Arbillot. Elle joue dans Glacé, série télévisée pour M6 adaptée du best-seller de Bernard Minier, où elle retrouve Charles Berling dix-huit ans après L'Ennui, puis, en 2017, Souviens-toi de nous pour France 2, où elle rencontre celui qui va devenir son mari, Thierry Godard.
En 2022, sort sur les écrans son premier long métrage comme scénariste, réalisatrice et interprète : Sans toi, porté par Thierry Godard.

## Filmographie

### Cinéma
Longs métrages
- 1998 : L'Ennui de Cédric Kahn : Cécilia
- 2000 : On fait comme on a dit de Philippe Bérenger : Séverine
- 2000 : Harry, un ami qui vous veut du bien de Dominik Moll : Prune
- 2000 : Ça ira mieux demain de Jeanne Labrune : Annie
- 2001 : Du côté des filles de Françoise Decaux-Thomelet : Carole
- 2002 : À la folie... pas du tout de Lætitia Colombani : Héloĩse
- 2003 : Amour tout court, segment Félicitations de Matthieu Rozé : la vendeuse
- 2005 : L'Avion de Cédric Kahn : Bambou
- 2009 : Commis d'office d'Hannelore Cayre : Garance Leclerc
- 2009 : Un chat un chat de Sophie Fillières : Marion
- 2009 : Gamines d'Éléonore Faucher : Odile
- 2010 : La Tête en friche de Jean Becker : Annette
- 2014 : Malgré la nuit de Philippe Grandrieux : l'infirmière
- 2022 : Sans toi d'elle-même : Solange
- 2023 : L'Île rouge de Robin Campillo : Madame Guedj
- 2023 : Monsieur le Maire de Karine Blanc et Michel Tavares : Martine
- 2024 : Boléro d'Anne Fontaine : Madame Revelot
- 2024 : Vivre, mourir, renaître de Gaël Morel : Myriam
- 2024 : Juliette au printemps de Blandine Lenoir : Marylou
- 2024 : Quand vient l'automne de François Ozon : la capitaine
- 2024 : Jouer avec le feu de Delphine et Muriel Coulin : Cathy
- 2025 : Je le jure de Samuel Theis : L'avocate générale
- 2025 : Vie privée de Rebecca Zlotowski : Jessica Grangé

#### Courts métrages
- 2002 : Intrusion d'Artemio Benki : Florence
- 2003 : Félicitations de Matthieu Rozé : la vendeuse
- 2006 : Collision de Yassine Azzouz : Julie
- 2008 : Jogging Category de Martin Le Gall : la joggeuse
- 2009 : La Petite Lilia de Reda Mustafa : Sarah
- 2010 : L'Essentiel féminin d'elle-même : la réalisatrice
- 2011 : En héritage de Reda Mustafa : Sophie
- 2017 : 304, le casting de Pascal Luneau : l'actrice

### Télévision
- 2002 : Chut ! de Philippe Setbon (téléfilm) : Inès
- 2002 : Caméra Café (série télévisée) : Martine
- 2007 : Sœur Thérèse.com (série télévisée), épisode Une affaire de cœur de René Manzor : Anne Saintonge
- 2007 : Vérités assassines d'Arnaud Sélignac (téléfilm) :
- 2008 : La Cour des grands (série télévisée), saison 1, épisode 4 Alison de Christophe Barraud : Charlène Bouaké
- 2008 : Les Vacances de Clémence de Michel Andrieu (téléfilm) : Valérie
- 2009 : Enquêtes réservées  (série télévisée), saison 2, épisode 4 Cible mouvante de Bruno Garcia : Sandrine Neuville
- 2011 : Petite Fille de Laetitia Masson (téléfilm) : Christelle
- 2012 : Profilage (série télévisée), saison 3, épisode 1 Un seul être vous manque d'Alexandre Laurent : Marion Robin, la tueuse
- 2016-2017 : Glacé de Laurent Herbiet (mini-série télévisée) : Greta
- 2019 : Souviens-toi de nous de Lorenzo Gabriele (téléfilm) : Aurélie
- 2019 : Jamais sans toi, Louna de Yann Samuell (téléfilm) : Madame Legouguec
- 2020 : H24 d'Octave Raspail et Nicolas Herdt (série télévisée) : Olga
- 2020 : Capitaine Marleau de Josée Dayan (série télévisée), épisode Veuves mais pas trop : Estelle Grosbois
- 2021 : On n’efface pas les souvenirs d'Adeline Darraux (téléfilm) : Rosie
- 2022 : Les Enfants des justes de Fabien Onteniente (téléfilm) : Catherine Lespinasse
- 2024 : Les Malvenus de Sandrine Veysset (téléfilm) : Marisa

### Réalisation, écriture et production
- 2011 : L'Essentiel féminin (court métrage, 11 min), avec Gabrielle Lazure, Shamsy Sharlézya, Cédric Ido, Marie Denarnaud, Deborah Grall, Alysson Paradis, Fatou N'Diaye, Mélanie Maudran, Zoé Fauconnet, Rachel Suissa, Rey Reyes, Olya Ponomareva, Lydie Waï, Amandine Maudet, Karl E. Landler (en) et Lucienne Legrand
- 2016 : Heurts (court métrage, 16 min), avec Pascale Arbillot, Shamsy Sharlézya, Cédric Ido, Lola Bessis
- 2022 : Sans toi (long métrage)

## Théâtre
- 2011 : Les Monologues du vagin d'Eve Ensler, mise en scène Isabelle Rattier

## Distinctions
- Césars 1999 : nomination César du meilleur espoir féminin pour L'Ennui[3]
- Césars 2001 : nomination César du meilleur espoir féminin pour Harry, un ami qui vous veut du bien[5]